# Pyin U Lwin

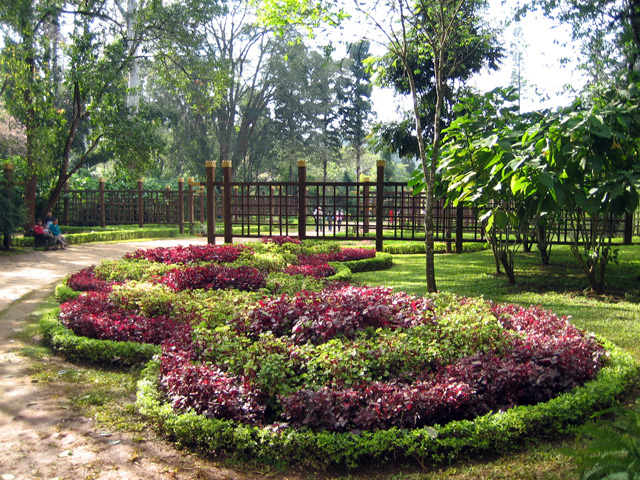
Anlage im Botanischen Garten

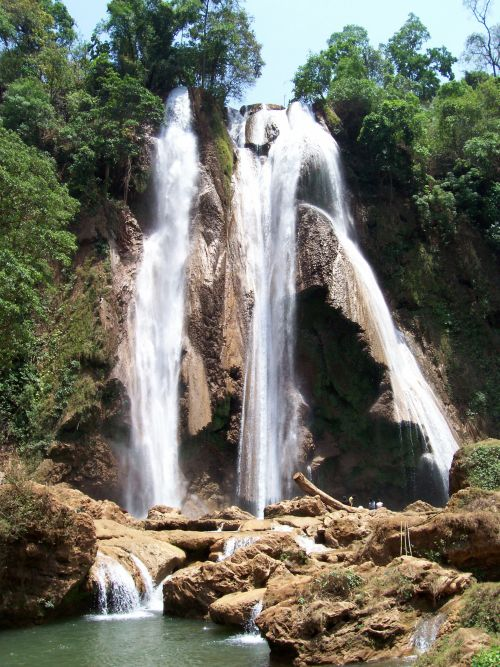
Anisakan Wasserfall, 5 km von der Stadt entfernt

Pyin U Lwin (birmanisch ပြင်ဦးလွင်, BGN/PCGN: pyin-ulwin‌; ehemals Maymyo) ist eine Stadt in der Mandalay-Division von Myanmar, 67 km östlich von Mandalay auf einer Höhe von 1070 m. Die geschätzte Einwohnerzahl im Jahre 2006 betrug 120.149.

## Geschichte
Der britische Oberst May errichtete nach dem 3. Britisch-Birmanischen Krieg von 1885 in dem Dorf Pyin U Lwin eine Garnisonsstadt. Es entstand „Maystadt“ („Maymyo“) nach dem birmanischen Wort myo für „Stadt“. Die Stadt hat ein kühles Klima und wurde von den Briten bis zum Zweiten Weltkrieg als Sommer-Residenzstadt genutzt. Nach dem Militärputsch von 1988 wurde die Stadt zu Pyin U Lwin zurückbenannt.
Nach der Unabhängigkeit Birmas gründete die Armee in Maymyo die Militärakademie Defence Services Academy (DSA). Bekannt sind der von Engländern eingerichtete botanische Garten National Kandawgyi Gardens, der Clock Tower und die eigenartigen Pferdekutschen, die für Birma untypisch sind.
Im Juni 2006 begannen die Bauarbeiten zum IT-Zentrum Yadanabon Information and Communication Technology Park, auch als Yadanabon Cyber City oder Yadanabon Teleport bezeichnet. Auf dem gut 40 km² (10.000 Acres) großen Gelände in Yadanabon Myothit unweit von Pyin U Lwin soll die Entwicklung und Produktion von Hard- und Software stattfinden. Das Zentrum wurde am 14. Dezember 2007 eröffnet .

## Bildung
- Technische Universität Pyin U Lwin[1]
- Defence Services Academy (DSA)
- Defence Services Institute of Technology (DSIT)
- Government Technical Institute GTI (Pyin Oo Lwin)[4]

## Persönlichkeiten
- Alan Basil de Lastic (1929–2000), Erzbischof von Delhi